# Toshio Tamogami
Toshio Tamogami (田母神 俊雄 Tamogami Toshio; Kōriyama, 22 luglio 1948) è un ex militare dell'aeronautica giapponese.

## Biografia

### Carriera militare
Dopo essersi diplomato presso la Scuola superiore Asaka nella natia Prefettura di Fukushima, nel 1971 ottenne la medesima qualifica presso l'Accademia nazionale di difesa del Giappone. Entrato in servizio nel corpo di difesa aerea giapponese, proseguì nel corso degli anni la sua carriera sino a conseguire il grado di generale e capo di stato maggiore.
Venne sospeso dalle forze armate nel 2008 per lo scalpore suscitato da un suo saggio, nel quale sosteneva la tesi per cui durante la Seconda guerra mondiale il Giappone non fu un paese da considerarsi invasore, ma che entrò nel conflitto perché coinvolto dai governi stranieri e dal Comintern. Tamogami scrisse inoltre di essere critico nei confronti dei processi relativi ai crimini di guerra giapponesi, arrivando a negare la veridicità riguardo al Massacro di Nanchino e la questione relativa allo sfruttamento delle donne di conforto durante il periodo del fascismo giapponese.
Raggiunta l'età pensionabile, l'ex generale si ritirò dalla carriera militare nel novembre dello stesso anno. 

### Carriera politica
In seguito al suo ritiro dalle Jieitai, Tamogami ha intrapreso un percorso politico. Nel 2010 è stato co-fondatore di Ganbare Nippon', partito politico nazionalista riconducibile agli Uyoku dantai, frange dell'estrema destra nipponica. Ha pubblicamente dichiarato di reputare Cina e Corea del Nord tra le principali minacce per il Giappone in Asia Orientale. Tamogami si è più volte detto favorevole al potenziamento delle forze armate giapponesi, affermando la necessità di dotarsi di ordigni atomici. Animato da una forte sinofobia, ha espresso forti opposizioni contro il governo di Pechino, soprattutto riguardo la questione delle Isole Senkaku.
Nel 2014 si candidò alle elezioni locali per la carica di governatore di Tokyo, ottenendo oltre 600 000 preferenze. Nonostante ciò, Tamogami venne sconfitto dall'avversario Yōichi Masuzoe, eletto con circa due milioni di voti. Due anni più tardi, Tamogami venne condotto in prigione, poiché arrestato con l'accusa di aver violato le leggi elettorali durante la sua campagna per la candidatura a governatore della capitale giapponese. L'ex militare è stato accusato di aver versato 2,8 milioni di yen, nelle tasche di cinque membri dello staff della sua campagna elettorale, i quali secondo la legge avrebbero dovuto lavorare come semplici volontari non retribuiti. Con tale accusa, nel maggio 2017 Toshio Tamogami è stato condannato a 22 mesi di carcere.